# Breguet 17
Le Breguet 17 est un avion militaire biplan français développé à la fin de la Première Guerre mondiale par la Société Anonyme des Ateliers d'Aviation Louis Breguet. Il s'agit d'un chasseur d’escorte à long rayon d’action dérivé du Breguet 14. Il est utilisé pour l'escorte d'avions vulnérables : des bombardiers comme le Breguet 14 ou des avions de reconnaissance.

## Historique
En septembre 1918, Louis Breguet assiste en personne au 1er vol du Breguet 17. Cet avion est un Breguet 14 modifié et raccourci. Le prototype est équipé d'un moteur Renault 12Ka d'une puissance de 420 ch. Les premiers essais officiels ont été plutôt décevants. La puissance du moteur sera jugée insuffisante, la version 12Kb de 450 ch sera retenue pour les exemplaires produits en série. Il sera aussi demandé de modifier les ailes, ce qui amènera la pose des ailerons sur l'aile haute. Les essais sur le prototype se seraient déroulés à l'usine de Villacoublay. Les essais statiques auraient commencé en octobre 1918 et les essais des unités de série en juillet 1919. Le nombre d'exemplaires construit est inconnu. Selon les sources, de 10 à quelques dizaines d'exemplaires auraient vu le jour.
Le modèle 17 est présenté à divers rassemblements internationaux dans le but de susciter des commandes mais aucune ne sera passée outre les exemplaires fournis à l'Armée française. En août 1919, le Breguet 17 C2 est présenté par le Lieutenant Henri Roget à la Première exposition sur le trafic aérien d'Amsterdam. Le modèle sera aussi exposé au meeting de Buc en octobre 1920 et plusieurs avions auraient réalisé une démonstration aérienne en escadrilles. L'avion se serait aussi illustré par des vols longue distance et un record d’altitude de 5 516 m avec 500 kg de charge, record réalisé le 12 février 1923 par le Lieutenant Benoît.
Le Breguet 17 n'aurait pas été manufacturé dans des quantités assez importantes pour former une escadrille. Les avions auraient donc été répartis dans différentes unités. Une partie de ces avions notamment le n° 15307 aurait été affecté au Centre d'Instruction au tir et était encore présent dans l'unité en 1923. Une autre partie des Breguet 17 aurait été affecté à l’Escadrille des Grands Raids. Cette escadrille était chargée des liaisons avec l'Afrique, notamment pour le courrier. Pendant un temps, le pilote Jean Dagnaux était aux commandes d'un Breguet 17 et a assuré des vols au départ de Marseille vers l'Afrique. Le modèle est retiré du service au milieu des années 1920.

## Caractéristiques techniques supplémentaires

### Armement

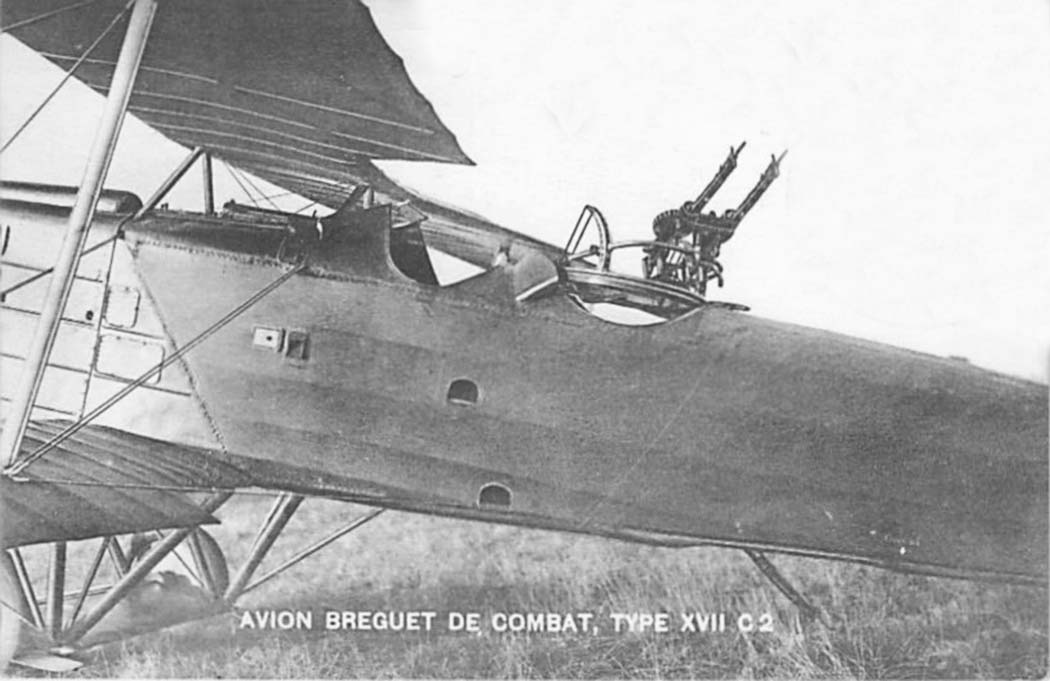
Vue sur les mitrailleuses arrières d'un Breguet 17

Le Breguet 17 dispose de 5 mitrailleuses de calibre 7,7 mm pour se défendre. 2 mitrailleuses Vickers synchronisées sont placées à l'avant au dessus du bloc moteur et sont donc opérées par le pilote. 2 mitrailleuses Lewis sont installées au poste arrière et opérées par le mitrailleur. Elles sont aussi synchronisées et sont installées sur une plateforme pivotante T.O.3 qui permet d'avoir plusieurs angles d'attaque. Une trappe est installée dans le bas du fuselage pour accueillir une autre mitrailleuse Lewis sous le poste mitrailleur arrière, ce qui donne la possibilité de mitrailler des avions par le bas. 

### Doutes sur les valeurs numériques
Selon les sources,, certaines données varient et présentent un écart significatif :
- vitesse maximale de 225km/h ou 221,50 km/h
- Plafond : 7000 ou 7500 m
- Envergure: 14,05 ou 14,28 m
- Masse à vide : 1158 ou 1225 kg
- Masse maximale : 1778 ou 1840 kg
- Montée à 2 000 m d'altitude : 5 min 45 ou 6min 30

On peut penser que ces écarts proviennent des mesures prises sur le premier prototype et sur les unités produites en série. L'écart de l'envergure peut s'expliquer par l'ajout d'ailerons sur l'aile haute (voir Galerie photos). Les deux ailes sont identiques. L'envergure de l'aile basse serait de 14,05 m et celle de l'aile haute de 14,28 m avec les ailerons.

### Vitesse
La vitesse au sol de l'avion est de 221,50 km/h. À 6 000m d'altitude, l'avion pourrait aller jusqu'à 166 km/h.
| 500m    | 1000m    | 2000m   | 3000m     | 4000m  | 5000m    |
| ------- | -------- | ------- | --------- | ------ | -------- |
| 1min 25 | 2 min 55 | 6min 30 | 10 min 30 | 16 min | 24min 10 |

### Autres caractéristiques
- Gouvernail de profondeur: 2,40 m
- Plan fixe horizontal : 1,50 m
- Gouvernail de direction : 1,45 m
- Plan fixe vertical : 0,72 m
- Charge au m2 : 39,25 kg[8]
- Envergure des voilures : 12,56 m[1]
- Autonomie : 690 km ou 4h30 de vol[1]

Le moteur Renault 12Kb est un moteur de 30,4 L et possède un système de refroidissement à eau et une puissance de 313kW . Il aurait une masse de 460kg et les dimensions de l'alésage course seraient de 134 x 180 mm. Il possède une autre particularité qui est le placement du radiateur à l'avant du bloc moteur.   
En 1918, 11 moteurs de 420 chevaux et 12 moteurs de 450 chevaux auraient été fabriqués. Un nombre inconnu d'exemplaires du moteur aurait été fabriqué entre 1919 et 1946 et aurait été équipé sur le modèle Breguet 17 A2, peut-être un Breguet 14 A2 modifié.  Les modèles produits après 1919 pourraient être des remplacements de moteurs défectueux. Les moteurs 420 ch ne devaient pas équiper les modèles de série car ils manquaient de puissance. On peut donc affirmer qu'au moins 13 (12 moteurs de 450ch et le 420ch du prototype) exemplaires de Breguet 17 auraient été fabriqués, peut-être 23 en ajoutant les 10 moteurs 420ch restants ou plus. 

## Versions
- Bre.17C.2  Version de production de base
- Bre.17  Prototype du chasseur de nuit

## Galerie photo

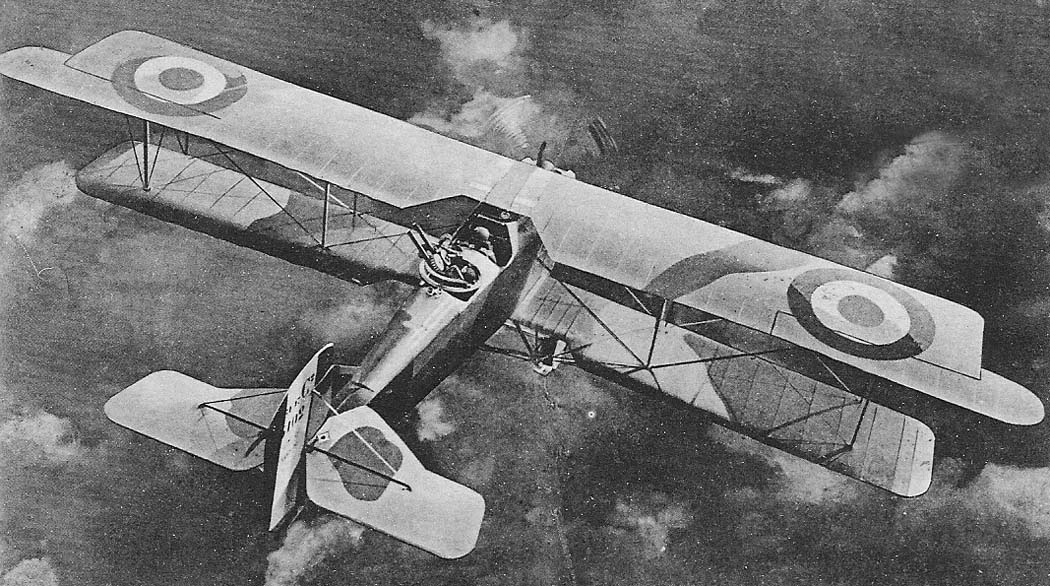
Un Breguet 17 en vol avec la cocarde tricolore

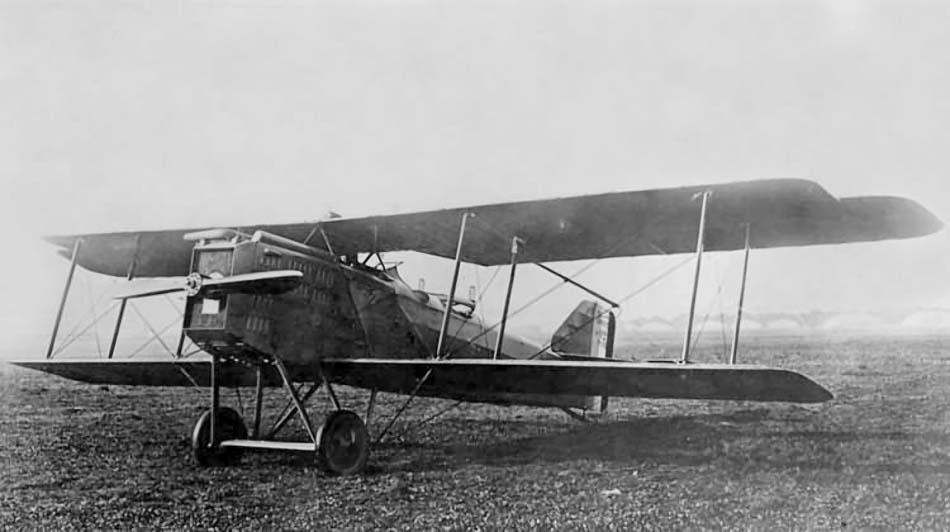
Vue avant d'un Breguet 17

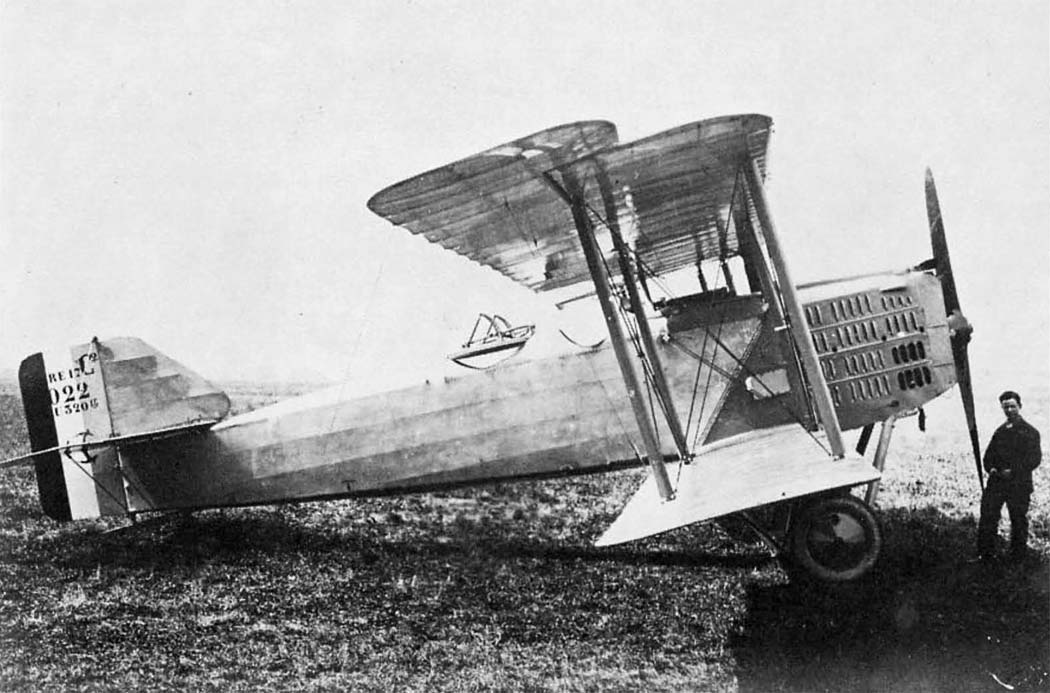
Vue latérale d'un Breguet 17